# Langues daganes
Les langues daganes sont une famille de langues papoues parlées dans le sud-Est de la Papouasie-Nouvelle-Guinée.

## Classification
Les langues daganes sont pour Malcolm Ross un des membres des langues papoues du Sud-Est qui regroupent plusieurs familles de langues du Sud-est de la Papouasie et qu'il inclut dans la famille hypothétique des langues de Trans-Nouvelle Guinée. Haspelmath, Hammarström, Forkel et Bank rejette cette proposition par manque de preuves concluantes et laissent aux langues daganes leur statut de famille de langues à part entière.

## Liste des langues
Les langues daganes, au nombre de neuf, sont les suivantes :
- daga
- dima
- ginuman
- kanasi
- maiwa
- mapena
- onjob
- turaka
- umanakaina